# Ганс-Бруно фон Мюффлінг
Барон Ганс-Бруно фон Мюффлінг (нім. Hans-Bruno Freiherr von Müffling; 24 березня 1919, Рорбек — 1 лютого 2006, Гамбург) — німецький офіцер-підводник, оберлейтенант-цур-зее крігсмаріне.

## Біографія
15 вересня 1939 року вступив на флот. З лютого 1942 року — 1-й вахтовий офіцер на підводному човні U-263, з вересня 1943 року — на  U-952. В березні-червні 1944 року пройшов курс командира човна. З 19 квітня по 3 травня 1945 року — командир U-2545.

## Звання
- Кандидат в офіцери (15 вересня 1939)
- Морський кадет (1 лютого 1940)
- Фенріх-цур-зее (1 липня 1940)
- Оберфенріх-цур-зее (1 липня 1941)
- Лейтенант-цур-зее (1 березня 1942)
- Оберлейтенант-цур-зее (1 вересня 1943)

## Нагороди
- Залізний хрест 2-го класу (1 грудня 1942)
- Нагрудний знак підводника (27 жовтня 1943)